# Tonton Alex
 (novembre 2023).
Alexandre Hostein, dit Tonton Alex est un auteur-compositeur-interprète français né le 31 octobre 1986 en Avignon. Il a notamment été bassiste et chanteur au sein du groupe de reggae Jayadeva au cours des années 2010 avant de se consacrer à des projets plus personnels. Artiste pluridisciplinaire, il est aussi plasticien, graphiste et réalisateur.  

## Discographie

### Projets solo
- 2013 : Sketches (Patch Work Production) - LP
- 2014 : Ganja Farma (Patch Work Production) - Single
- 2019 : Long Nights (Patch Work Production) - LP[1],[2],[3]
- 2022 : Waiting For Your Love (Patch Work Production) - LP[4],[5],[6]

### Collaborations
- 2017 : Weed Box (Patch Work Production) de Gmo EP
- 2018 : Paye Ton Organe (Patch Work Production) avec Gmo - Single
- 2019 : Superstion (Blvk H3ro Media Inc.) de Blvk H3ro - Single
- 2020 : Time (Mbass Prod.) de Ela MBass - Single
- 2022 : Tout ce qu'il me faut (Pakalo Prod.) de Pakalo - Single

### Jayadeva
- 2011 : Jayadeva (Patch Work Production) - EP
- 2014 : Reggae Christmas (Patch Work Production) - LP[7],[8]
- 2015 : Journey On Earth (Patch Work Production) - LP[9],[10]

## Filmographie

### Musique de Film avecSylvain Taberner
- 2014-16 : Aventures En Terre Animale (Arte France / Les Films En Vrac) - Série, 15 épisodes[11]
- 2017 : Allez Savoir En Martinique (France O / Les Films En Vrac)
- 2018 : Allez Savoir En Guadeloupe (France O / Les Films En Vrac)

### Réalisation & montage (clips)
- 2013 : Tu me demandes (Soul Sindikate & Dub Trooper)
- 2015 : Feeling good (Jayadeva)
- 2015 : Drive your reggae soul (Jayadeva)[12]
- 2016 : Mon copain (Acorps De Rue)
- 2017 : Nightmare drops (All The Wrong Reasons)
- 2017 : La verte (Gmo)
- 2017 : Step inna country (I Fi)
- 2017 : Souflette (Gmo)
- 2017 : Est-ce que l'amour va gagner (Une Touche d'Optimisme)
- 2018 : Le temps s'arrête (Acorps De Rue)
- 2018 : Stick to your guns (All The Wrong Reasons)
- 2019 : Waiting (Tonton Alex)
- 2019 : Fire (Tonton Alex)
- 2019 : Superstition (Blvk H3ro)
- 2020 : Time (Ela Mbass)
- 2021 : Mercy me (Tonton Alex)
- 2022 : Shy (Tonton Alex)[13]
- 2022 : Waiting for your love (Tonton Alex)[14]
- 2023 : Best part (Tonton Alex feat. Ela Mbass)[15]
- 2023 : Last summer (Tonton Alex)[16]

### Réalisation & montage (concerts)
- 2018 : Moba live session #1  (Kacem Wapalek)
- 2018 : Moba live session #2  (Danakil)
- 2019 : Cotton Blues Live (Cotton Blues)[17]
- 2020 : Live at the French Embassy (David Cairol)
- 2020 : Live at La Moba (Groundation)
- 2020 : Moba live session #3 (Tonton Alex & the Uncle Band)
- 2021 : Sirop#1 (Pakalo)
- 2022 : Sirop#2 (Pakalo)

### Comédien
- 2003 : Une femme d'honneur dans le rôle d'Alex (Episode 25-6 / Via Prod - TF1)

## Graphismes

### Affiches(non exhaustif)
- 2012-23 : L'Afrique à Bagnols (Peuples Solidaires)
- 2016-23 : Zion Garden Festival (Collectif Boulega)
- 2017-23 : La Moba (Coopérative la Moba)
- 2018-19 : Bagnols Reggae festival (Bazar Prod)